# Epoksydacja
Epoksydacja – proces otrzymywania epoksydów, zwanych poprawniej epitlenkami.
Epitlenki otrzymuje się zwykle w reakcjach alkenów z odczynnikami utleniającymi, takimi jak tlenki kwasów karboksylowych, nadtlenek wodoru oraz niektóre inne nadtlenki.
Do epoksydacji można zalicza się też reakcje wewnętrznej eliminacji pochodnych alkoholi z grupą opuszczającą w pozycji α w stosunku do grupy hydroksylowej. Grupą opuszczającą mogą być fluorowce (chlor, brom, jod) lub grupa tosylowa:
Reakcja ta może być źródłem związków optycznie czynnych, otrzymywanych w reakcji asymetrycznej epoksydacji Sharpless’a Katsuki.